# Белве
Белве (фр. Belvès) насеље је и општина у југозападној Француској у региону Аквитанија, у департману Дордоња која припада префектури Сарла ла Канеда.
По подацима из 2011. године у општини је живело 1.454 становника, а густина насељености је износила 61,45 становника/km². Општина се простире на површини од 23,66 km². Налази се на средњој надморској висини од 190 метара (максималној 288 m, а минималној 82 m).

## Демографија
| 1962. | 1968. | 1975. | 1982. | 1990. | 1999. | 2011. |
| ----- | ----- | ----- | ----- | ----- | ----- | ----- |
| 1.680 | 1.714 | 1.623 | 1.581 | 1.553 | 1.431 | 1.454 |

График промене броја становника у току последњих година